# Немачки савезни избори 2021.
Немачки савезни избори 2021. су одржани у Немачкој 26. септембра 2021. годоне за избор чланова Бундестага. Одржани су и државни избори у Берлину и Мекленбург-Западној Померанији. Актуелна канцеларка Ангела Меркел, која је први пут изабрана 2005. године, одлучила је да се више не кандидује, што је први пут да актуелна канцеларка Савезне Републике Немачке није тражила поновни избор.

## Резултати избора
Са 25,7% укупних гласова, Социјалдемократска партија Немачке (СПД) забележила је најбољи резултат од 2005. године и постала највећа странка први пут од 2002. Владајућа ЦДУ/ЦСУ, која је предводила велику коалицију са СПД је од 2013. забележила најгори резултат икада са 24,1%, што је значајан пад са 32,9% у односу на 2017. годину. Савез 90/Зелени су остварили најбољи резултат у историји од 14,8%, док је Слободна демократска партија (ФДП) остварила мале добитке и завршила на 11,5%. Алтернатива за Немачку (АфД) пала је са трећег на пето место са 10,3%, што је пад од 2,3 процентна поена. Левица је претрпела најгоре резултате од званичног формирања 2007. године, не успевши да пређе изборни цензус од 5% за нешто више од једне десетине процентног поена. Странка је ипак имала право на пуну пропорционалну заступљеност, пошто је освојила три директне изборне јединице.

## Формирање владајуће коалиције
Пошто су пету велику коалицију отпустили и ЦДУ/ЦСУ и СПД, ФДП и Зелени су сматрани владарима. Дана 23. новембра, након сложених коалиционих преговора, СПД, ФДП и Зелени су формализовали споразум о формирању семафор коалиције. Олаф Шолц и Шолцова влада је  преузела дужност у децембру.